# Орлов, Александр Владимирович (театральный художник)
Алекса́ндр Влади́мирович Орло́в (род. 1 июня 1952, Ленинград) — советский и российский театральный художник, сценограф, Заслуженный художник Российской Федерации (2006), Лауреат Государственной премии Российской Федерации (1999), Член-корреспондент Российской академии художеств (2007).

## Биография
Родился 1 июня 1952 года в Ленинграде, СССР. Отец Владимир Сергеевич Орлов (1928—2014), художник-график, преподаватель рисунка в Ленинградской средней художественной школе (СХШ), в Ленинградском художественном училище (ЛХУ) имени В. А. Серова, в Ленинградском государственном институте театра, музыки и кинематографии (ЛГИТМиК); Мать Ариадна Борисовна Орлова (Смоликова) (1928—2018), техник-картограф геологической экспедиции.
Супруга Ирина Геннадьевна Чередникова (р. 1950), художник по костюмам, сценограф; Сын Дмитрий Орлов (1973—2020), театральный художник;
Брат Орлов Дмитрий (р. 1956), архитектор; Брат Орлов Сергей (р.1965), юрист, финансист, предприниматель;

### Образование
В 1974 году окончил Ленинградский государственный институт театра, музыки и кинематографии (ЛГИТМиК), театрально-постановочный факультет. Учился на курсе Эдуарда Кочергина, главного художника АБДТ им. А. М. Горького.
Кочергин воспитывал нас в очень простых критериях. Художник должен мыслить своими категориями: ритм, пропорции, цвет, свет, композиция, которая имеет свои законы. Это всё простые вещи, но сегодня они воспринимаются многими даже иронически. И все чаще встречаются варианты, когда в роли художников вдруг выступают режиссеры, завпосты, осветители... кто там ещё?Александр ОРЛОВ
Эдуард Кочергин всегда отмечает Александра Орлова среди своих учеников, называя одним из лучших театральных художников Петербурга.

### Профессиональная деятельность
Работал главным художником в рижском ТЮЗе (1975—1980 гг.) и в Молодёжном театре на Фонтанке (1981—1986, 1989—1992 гг.) в Ленинграде-Санкт-Петербурге. В качестве художника-постановщика сотрудничал и продолжает работать с ведущими театрами в России и за рубежом, среди которых Большой театр, Мариинский театр, Большой драматический театр имени Г. А. Товстоногова, Театр-фестиваль «Балтийский дом», Санкт-Петербургский академический театр имени Ленсовета, Малый драматический театр — Театр Европы, Театр на Литейном и другие. Оформил более 130 спектаклей в полусотне театров Москвы, Санкт-Петербурга, Ярославля, Самары, Новосибирска, Омска, Красноярска, Иркутска, а также за рубежом — в США, Польше, Германии, Норвегии, Дании, Финляндии, Болгарии, Эстонии, Латвии.
В 1992 году в качестве художника-постановщика работал над светом и декорациями концертной программы Юрия Шевчука и группы «DDT», посвященной презентации альбома «Чёрный пёс Петербург».

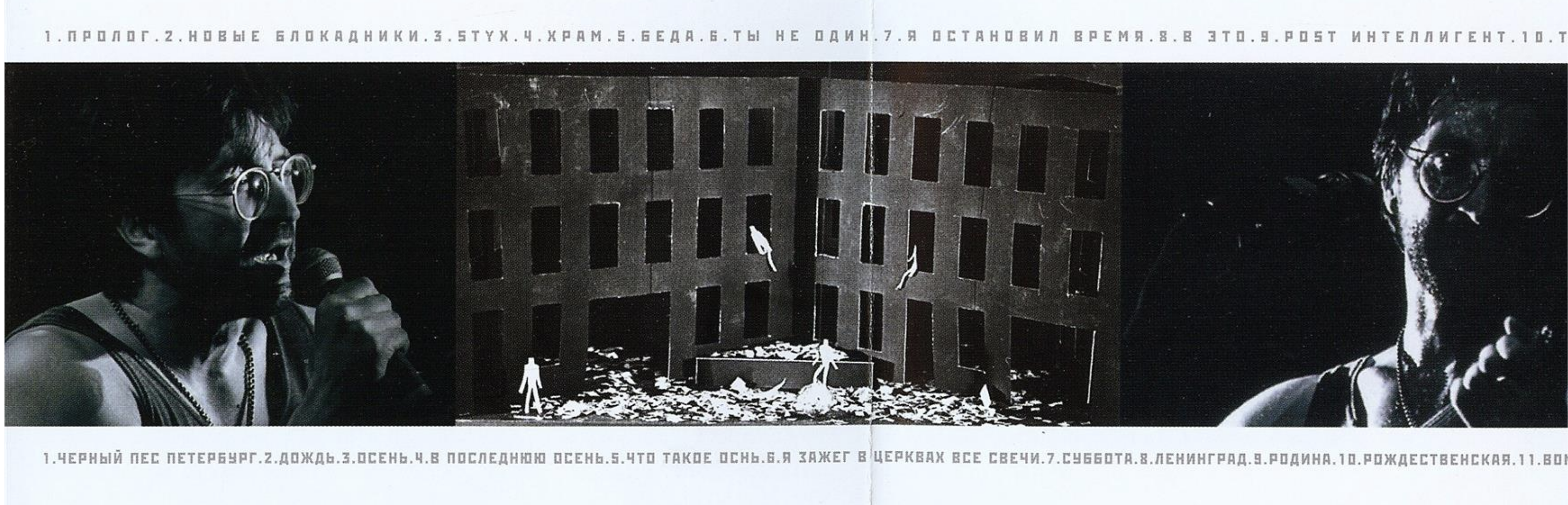
А.Орлов.  Макет декораций к концертной программе группы DDT “Чёрный пёс Петербург”, 1992

У ДДТ было три таких больших [концертных] программы. Первая – «Черный пес Петербург», которая возможно, для своего времени была тоже слишком серьёзной. Она имела свой сюжет, сценарий, декорацию. Главной темой была «человек и город» - такой вот город 90-х: умирающий, без электричества, без отопления, с жесткой жизнью, с реалиями на улицах и в головах."Юрий ШЕВЧУК 
 В разные годы сценограф Александр Орлов работал вместе с театральными режиссерами: Львом Додиным, Романом Виктюком, Владимиром Малыщицким, Ефимом Падве, Романом Козаком, Александром Галибиным, Сергеем Арцибашевым, Хансом Хенриксеном, Евгением Ратинером, Феликсом Дейчем, Адольфом Шапиро, Владимиром Тумановым, Семеном Спиваком, Татьяной Казаковой, Валерием Саркисовым, Григорием Козловым, Юрием Бутусовым, Львом Стукаловым, Аллой Сигаловой, Вениамином Фильштинским, Владиславом Пази, Анатолием Праудиным, Виктором Крамером, Александром Морфовым, Игорем Селиным, Александром Кузиным и многими другими.
В театре должна быть команда, задача художника - участвовать в игре на равных, не перетягивая на себя одеяла. Мне, честно говоря, не нравится, когда про спектакль пишут без аппетита, но «ах, какие декорации!"Александр ОРЛОВ

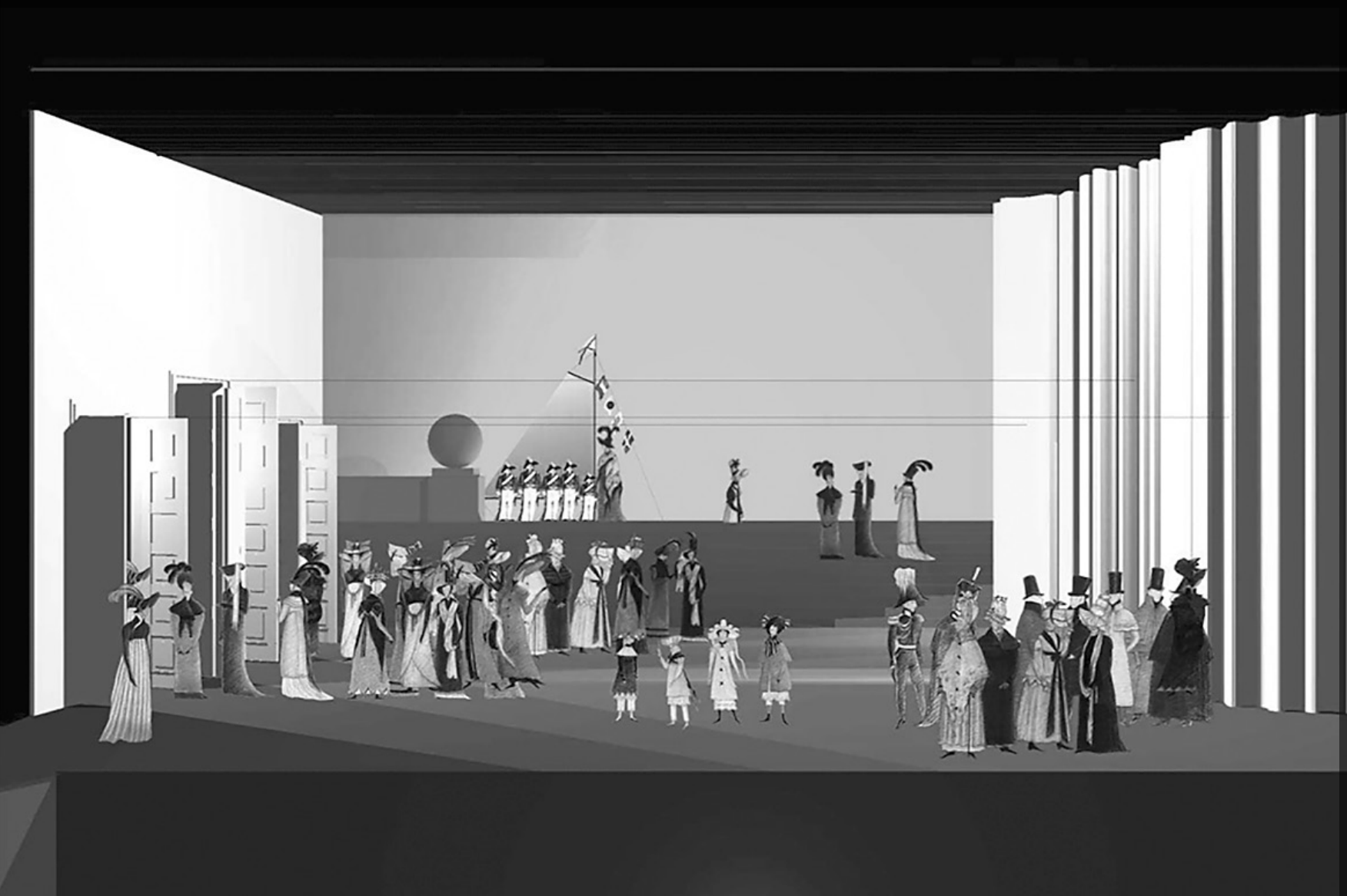
А. Орлов. Эскиз сценографии.  «Пиковая дама» П.И. Чайковского. Мариинский театр. Санкт-Петербург. 1998
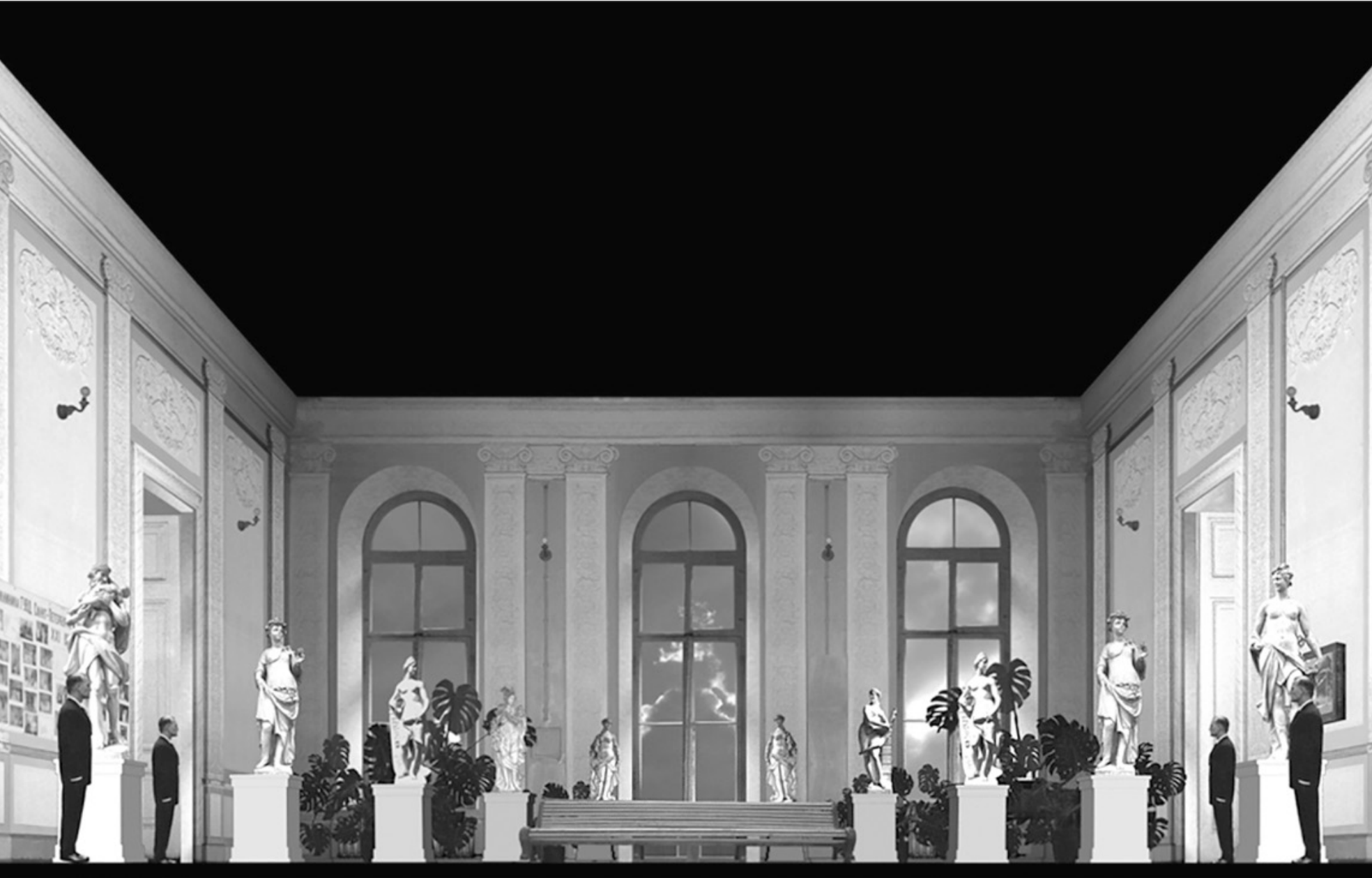
А. Орлов. Эскиз сценографии. «Пиковая дама» П.И. Чайковского. Латвийская национальная опера. Рига. 2005
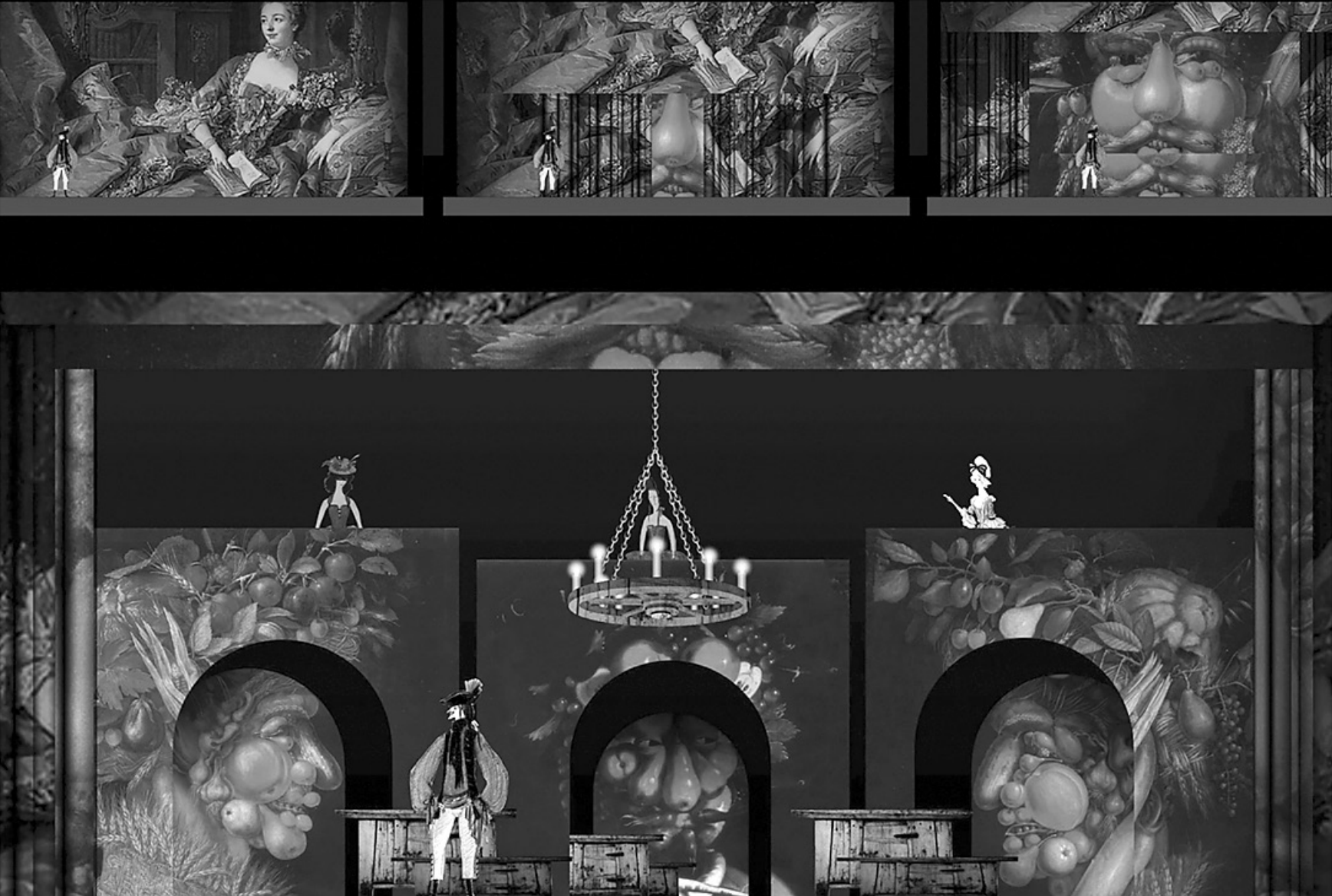
А. Орлов. Эскиз сценографии. «Мадам Помпадур» Л. Фалля. Театр музыкальной комедии. Санкт-Петербург. 2008
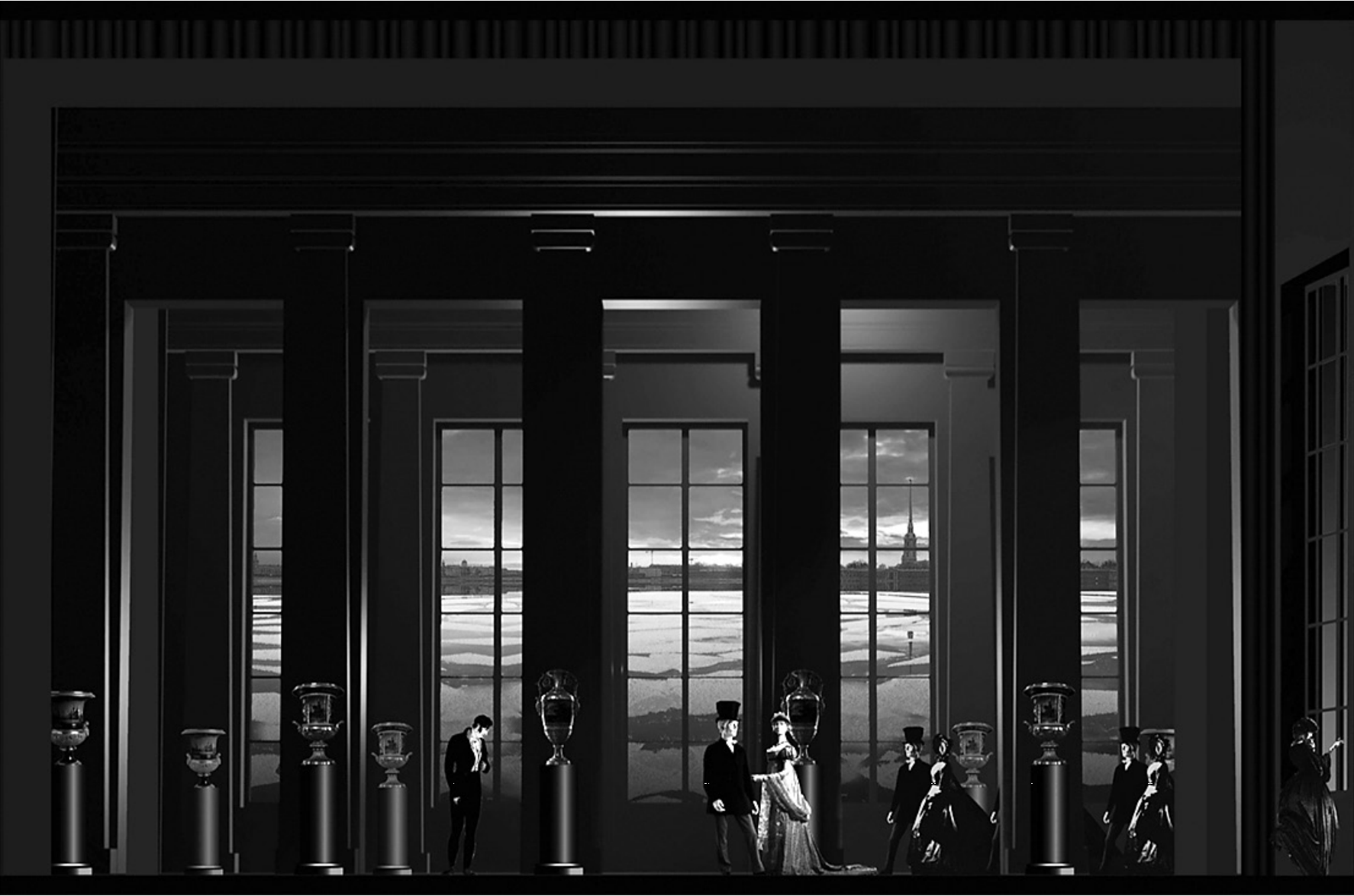
А. Орлов. Эскиз сценографии. «Евгений Онегин» П.И. Чайковского. Мариинский театр. Санкт-Петербург. 2014
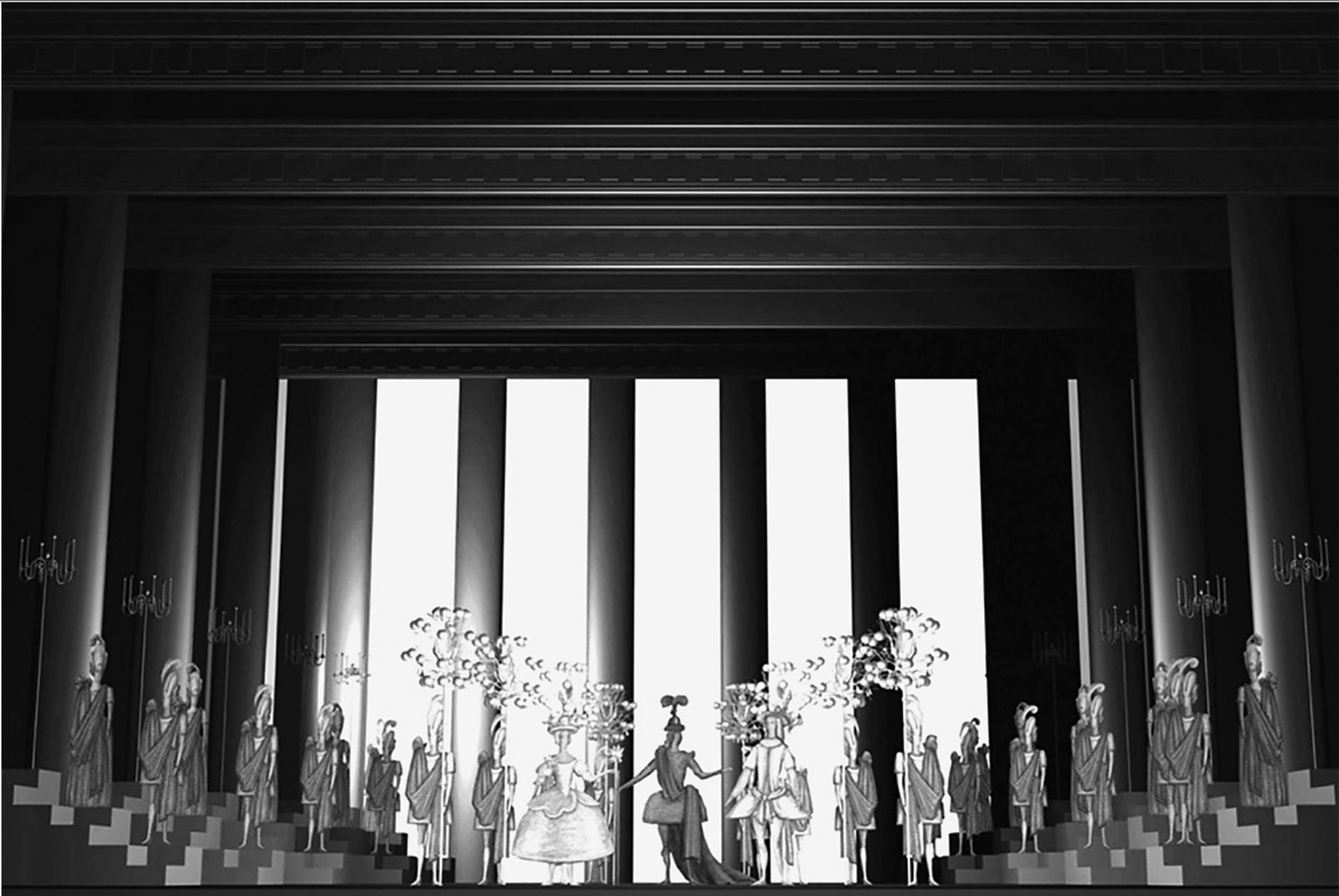
А. Орлов. Эскиз сценографии. «Пиковая дама» П.И. Чайковского. Мариинский театр. Санкт-Петербург. 2015

Над многими театральными постановками Александр Орлов работает в тандеме с супругой Ириной Чередниковой, известным петербургским художником по костюмам. Совместно художники оформили, в частности, несколько сценических постановок опер Родиона Щедрина в Мариинском театре. Оба с 2020 года входят в состав жюри ежегодного фестиваля DIGITAL OPERA, организуемого АНО «Петербургские сезоны».

### Преподавание
В 2000—2005 гг Александр Орлов преподавал на кафедре сценографии и сценического костюма факультета сценографии и театральной технологии в Санкт-Петербургской государственной академии театрального искусства (СПбГАТИ), где выпустил собственный курс в 2005 году.

## Авторский стиль
По мнению известного искусствоведа и историка театра Виктора БЕРЁЗКИНА «…Орлов стремится к решениям ясным и четким, простым, минималистским по средствам выразительности, форме, композиции и вместе с тем всегда содержательным. Слова „все очень просто“ можно слышать от него, когда он рассказывает едва ли не о каждом решении. Но одновременно — „все просто“ у Орлова сочетается с глубокой пластической, сценической идеей. Она визуально воплощает ситуацию, в которой существуют герои спектакля, и функционально направлена на разворачивание сценического действия, как в целом, так и в отдельные моменты, особенно кульминационные. <…> Мастер сценического дизайна петербургской „школы русского супрематизма“ Орлов проявляет себя в работе над любым литературным или музыкальным произведением, будь то современная пьеса или классика, русская или зарубежная, драма, комедия, мюзикл или опера…»
Замечательно компонует. Не делает ничего лишнего. Очень точно работает с пространством. Прекрасно рисует — на компьютере ли работает или рукой, это неважно - всегда выстроено, конструктивно.  <…> Пластично. Кроме того, он очень точно драматургически мыслит. Владеет драматургией — как художник. Композиции у него драматургичны формально. Владеет драматургическим анализом пьесы — тоже как театральный художник.Эдуард КОЧЕРГИН, 
Петербургский искусствовед и член экспертных советов театральных премий «Золотая маска» и «Золотой софит» Надежда ХМЕЛЁВА так описывает своеобразный стиль Александра Орлова: «В пустынных пределах его декораций почти нет вещественных доказательств реальности, но всегда есть иной мир. Ему не близка горизонталь течения жизни, но он готов начертить перпендикуляр „кризисного времени“. Символов, знаков, тончайших ассоциаций, мистики в его спектаклях не меньше, чем просчитанной геометрии.<…> В декорациях художника движутся не только стены, занавесы, облака, столы, колонны, зеркала, шары, птицы, снег — движется само пространство, то намагничиваясь, то растворяясь, то опять сгущаясь.»

## Выставки
Произведения Александра Орлова находятся в собраниях ГЦТМ им. А. А. Бахрушина и Санкт-Петербургского музея театрального и музыкального искусства.
Персональные выставки проходили в петербургской галерее «Борей» (1999), в выставочном зале редакции журнала «Наше наследие» (Москва, 1999), в Санкт-Петербургском музее театрального и музыкального искусства (2019). Александр Орлов участвовал во всесоюзных и республиканских выставках Союза художников в Москве и Казани, в балтийских триеннале в Таллине и Вильнюсе, в выставках сценографии в югославском/сербском Нови Саде и пражской квадриеннале («PQ») (1983), в экспозиции произведений членов отделения театрально- и кино- декорационного искусства Российской Академии художеств в Галерее искусств Зураба Церетели в Москве (2014);
Юбилейная выставка работ Александра Орлова «Черная магия и её разоблачение» прошла в залах Санкт-Петербургского отделения Союза театральных деятелей России в 2023 году.

## Общественная деятельность
С 1980 года состоит в Ленинградской организации Союза художников РСФСР (Санкт-Петербургском Союзе художников);
Член ВТО, Союза театральных деятелей РФ с 1983 года, в Санкт-Петербургском региональном отделении которого возглавляет Совет по театрально-декорационному искусству;
Член-корреспондент Российской академии художеств с 2007 года, отделение театрально- и кино- декорационного искусства;

## Награды
В 1999 году стал Лауреатом Государственной премии Российской Федерации в области театрального искусства за спектакли Российского государственного академического театра драмы имени А. С. Пушкина (Александринского) «P.S. капельмейстера Иоганеса Крейслера, его автора и их возлюбленной Юлии» (каденции на темы произведений В. А. Моцарта и Э. Т. А. Гофмана) и Государственного драматического театра на Литейном «Лес» по пьесе А. Н. Островского.
В 2006 году за заслуги в области культуры и искусства и многолетнюю плодотворную деятельность Указом Президента Российской Федерации удостоен звания Заслуженный художник Российской Федерации.
В 2014 году удостоен Серебряной медали Российской Академии художеств.
В 2022 году к 70-летнему юбилею решением Президиума РАХ награждён Почетной медалью, посвященной первому президенту Академии И. И. Шувалову.
В 2025 году награждён Специальной премией «За выдающийся вклад в развитие театрального искусства» Национальной театральной премии «Золотая маска».

## Театральные премии
Дипломант «Пражской квадриеннале» (1983); Лауреат международного фестиваля "Балтийский дом " (1993, 1998); Лауреат Санкт-Петербургской театральной премии «Золотой софит»(1999, 2000, 2002, 2004, 2009, 2015, 2016, 2017, 2019, 2021 гг.); Лауреат Национальной премии «Музыкальное сердце театра» (2007), Номинации на премию «Золотая маска» за работу художника в спектакле (1999, 2005, 2009, 2010, 2014, 2017); В 2021 году эскизы декораций Александра Орлова к опере Н. Римского-Корсакова «Снегурочка» в постановке Мариинского театра (2020) были номинированы на премию «Золотой Трезини».

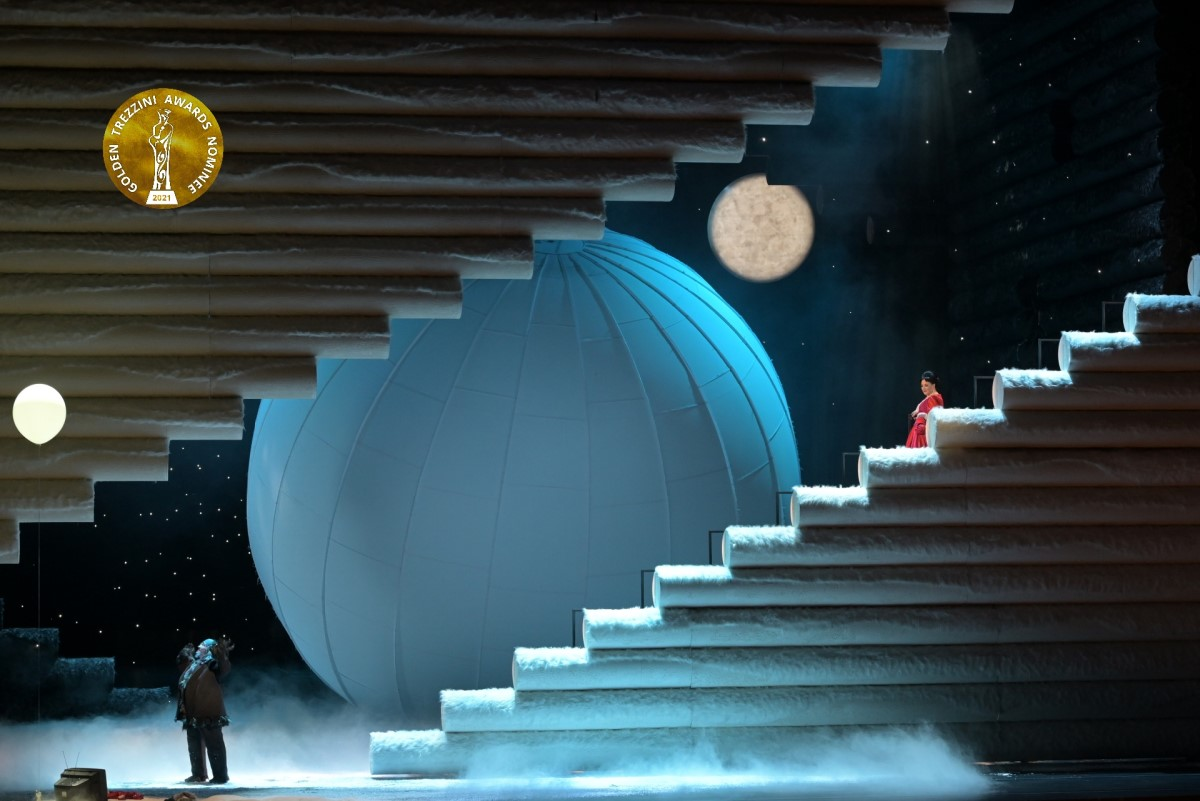
А.Орлов. Декорации к опере Н.А.Римского-Корсакова «Снегурочка» в постановке Мариинского театра, Санкт-Петербург (2020)
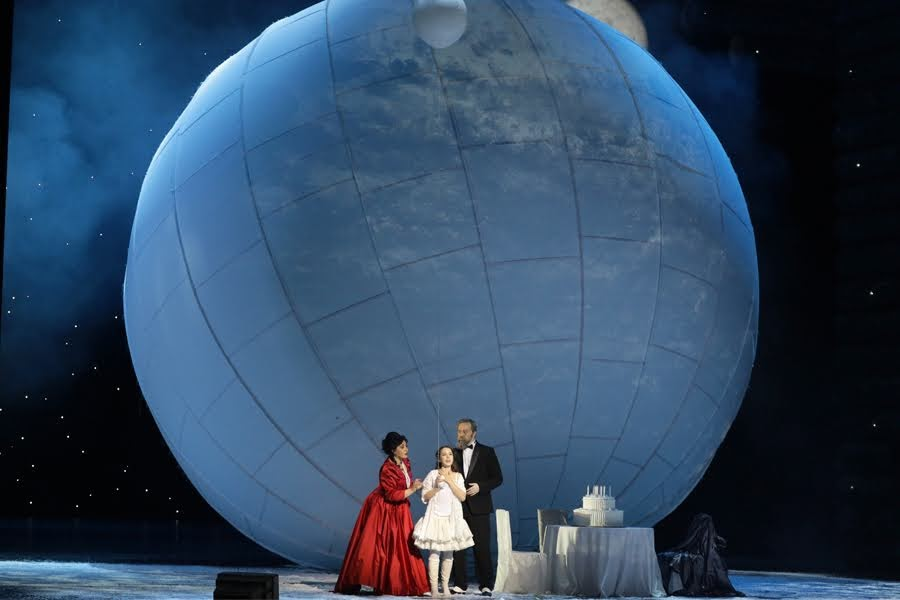
Орлов. Декорации к опере Н.А.Римского-Корсакова «Снегурочка» в постановке Мариинского театра, Санкт-Петербург (2020)
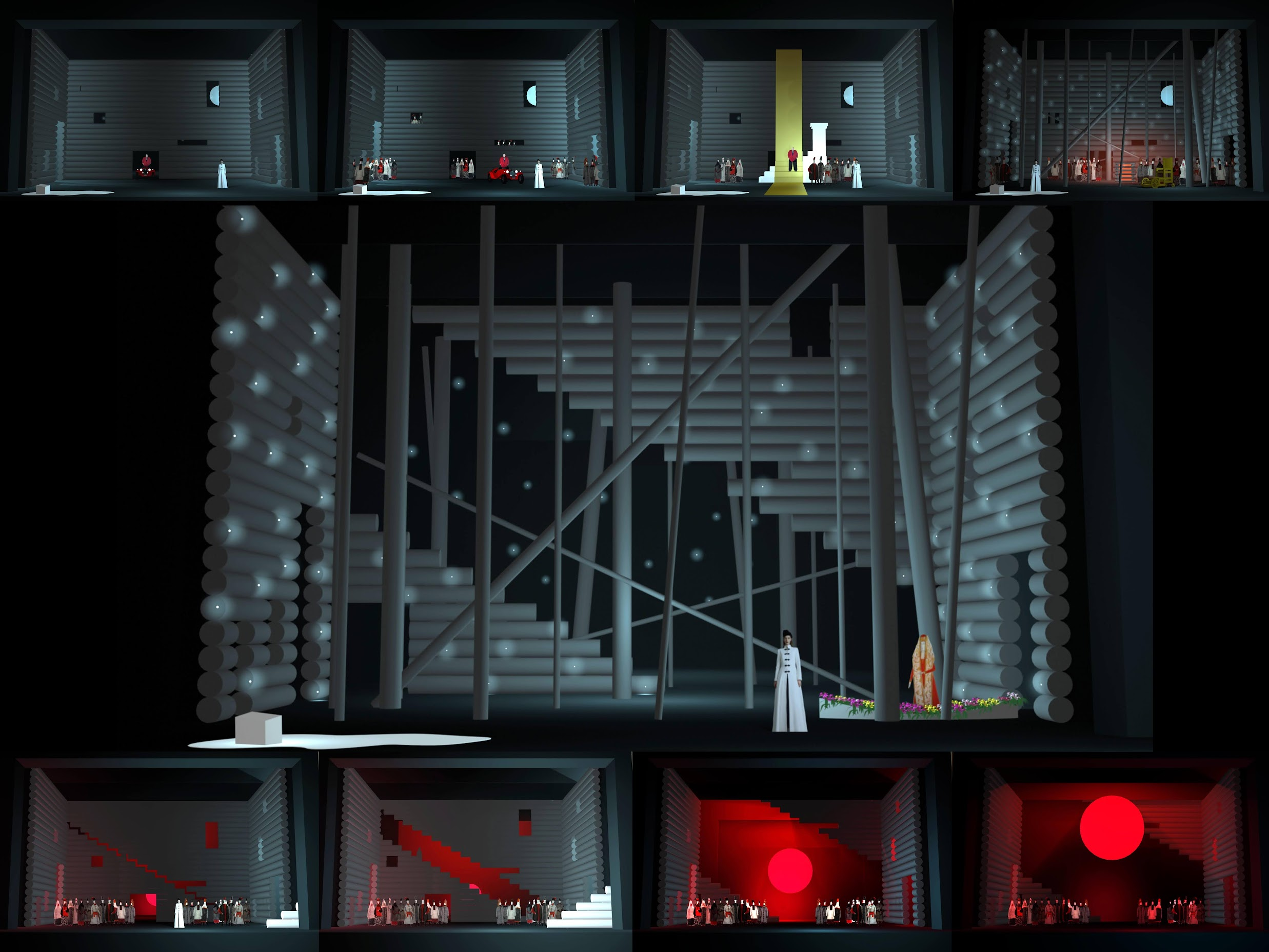
А.Орлов. Декорации к опере Н.А.Римского-Корсакова «Снегурочка» в постановке Мариинского театра, Санкт-Петербург (2020)
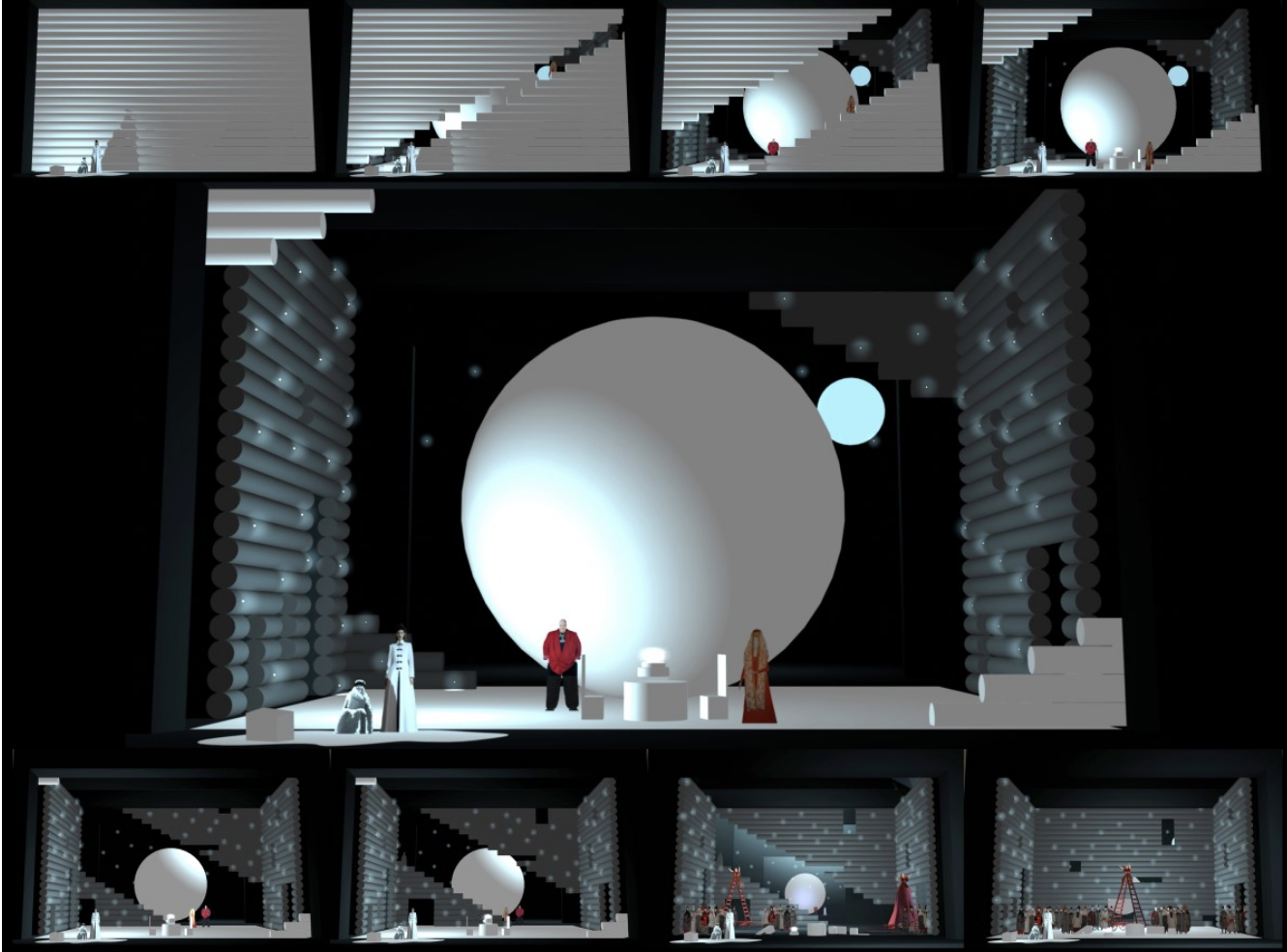
А.Орлов. Декорации к опере Н.А.Римского-Корсакова «Снегурочка» в постановке Мариинского театра, Санкт-Петербург (2020)

## Основные работы в области сценографии[29]
В Иркутском ТЮЗе имени А. Вампилова: «Блоха» Е.Замятина по повести Н.Лескова, режиссер Евгений Ратинер (1973), «Карлсон, который живёт на крыше» А.Линдгрен, режиссер Евгений Ратинер (1973);
В Рижском ТЮЗе, Латвия: «Бумбараш» по рассказам А.Гайдара, режиссер Адольф Шапиро (1974, 1981), «Родительская суббота» А. Яковлева, режиссер Феликс Дейч (1976), «Ночь после выпуска» Владимира Тендрякова, режиссер Адольф Шапиро (1976); «Нина» Андрея Кутерницкого, режиссер Феликс Дейч (1976); «Сказки Пушкина», режиссер Адольф Шапиро (1977); «Любовь моя, Электра» Л.Дьюрко, режиссер Феликс Дейч (1978); «Остановите Малахова» В.Аграновского, режиссеры Адольф Шапиро и Феликс Дейч (1978); «Золушка» по пьесе Е.Шварца, режиссер Феликс Дейч (1978); «Записки сумасшедшего» Николая Гоголя, режиссер Феликс Дейч (1979); «Принц Гомбургский» Генриха фон Клейста, режиссер Адольф Шапиро (1980); «А всё таки она вертится? Или Гуманоид в небе мчится» Александра Хмелика, режиссеры Адольф Шапиро и Феликс Дейч (1980); «Первый бал Вики» Гунара Приеде, режиссер Угис Брикманис (1980); «Любовь» Людмилы Петрушевской, режиссер Феликс Дейч (1981); «И всё-таки она вертится или Гуманоид в небо мчится» Александра Хмелика режиссер Адольф Шапиро (1985); «Тряпичная кукла» Уильяма Гибсона, режиссер Феликс Дейч (1988);
В Валмиерском государственном театре драмы им. Л.Паэгле, Латвия: «Святая святых» И. Друце, режиссер Феликс Дейч (1977), «Сорок первый» Б.Лавренёва, режиссер Феликс Дейч (1977), «Остров сокровищ» Р.Стивенсона, режиссер Алвис Бирковс (1979), «Гнездо Глухаря» В.Розова, режиссер Мара Кимеле (1979);
В Латвийском национальном театре им. А.Упита, Рига, Латвия: «Жестокие игры» А.Арбузова, режиссер Эдмундс Фрейбергс (1979);
В Театре комедии им. Н. П. Акимова, Санкт-Петербург: [«Льстец» К. Гольдони, режиссер Роман Виктюк (1983), «Деревенская жена» У.Уичерли, режиссер Татьяна Казакова (2000), «Гарольд и Мод» К.Хиггинса, режиссер Григорий Козлов (2006), «Виндзорские проказницы» У. Шекспира, режиссер Валерий Саркисов (2002), «Хитрая вдова» К. Гольдони, режиссер Татьяна Казакова (2013); «Лес» А.Островского, режиссер Татьяна Казакова (2023)
В Большом драматическом театре имени Г. А. Товстоногова, Санкт-Петербург: «Жестокие игры» А. Арбузова, режиссер Юрий Аксенов (1978), «Арт» Я. Реза, режиссер Николай Пинигин (1998), «Перед заходом солнца» Г.Гауптмана, режиссер Григорий Козлов (2000), «Дама с собачкой» по А.Чехову, Анатолий Праудин (2007), «Екатерина Ивановна»] Л. Андреева, режиссер Николай Пинигин (2004), «Месяц в деревне» И. Тургенева, режиссер Анатолий Праудин (2009);
В Малом драматическом театре — Театре Европы, Санкт-Петербург: «Страница из дневника Печорина» по М.Лермонтову, режиссер Ефим Падве (1978), «МуМу» по И.Тургеневу, режиссер Вениамин Фильштинский (1984), «Разбитый кувшин» Г.фон Клейста, режиссер Вениамин Фильштинский (1992), «Бегущие странники» А.Казанцева, режиссер Владимир Туманов (1997);
В Молодёжном театре на Фонтанке, Санкт-Петербург: «И дольше века длится день» Ч.Айтматова, режиссер Владимир Малыщицкий (1981), «Джамхух — сын Оленя» Ф.Искандера, режиссер Владимир Малыщицкий (1983), «Лунные волки» Н.Садур, режиссер Владимир Туманов (1993), «В полночный час, в эпоху возрожденья» Б.Деперье и Н.де Труа, режиссер Семен Спивак (1994), «Поздняя любовь» А.Островского, режиссер Владимир Туманов (2009); «Фантазии Фарятьева» А.Соколовой, режиссер Владимир Туманов (2012), «Без вины виноватые» А.Островского, режиссер Андрей Андреев (2017), «Нас обвенчает прилив…» Ж.Ануя, режиссер Семен Спивак (2018);
В Государственном театре музыкальной комедии Беларуси, Минск: «Бал сумасшедших» О.Фельзера и С.Штейнберга по комедии «Горе от ума» А.Грибоедова, режиссер Роман Виктюк (1982);
В Русском драматическом театре, Таллинн, Эстония: «Маскарад» М. Лермонтова, режиссер Николай Шейко (1986);
В Тюменском драматическом театре: «Мастер и Маргарита» М. Булгакова, режиссер Александр Цодиков (1988);
В Новосибирском театре «Красный факел»: «Ромео и Джульетта» У. Шекспира, режиссер Андрей Максимов (1989);
В Театре «Балтийский дом», Санкт-Петербург: «Как вам это нравится» У.Шекспира, режиссер Татьяна Казакова (1991), «Дневник провинциала в Петербурге» М.Салтыкова-Щедрина, режиссер Григорий Козлов (1997), «Чардым» Н.Садур, режиссер Владимир Туманов (1998), «Три товарища» по Э.-М.Ремарку, режиссер Анатолий Праудин (2003);
В Театре имени Ленсовета, Санкт-Петербург, «Карусель по г-ну Фрейду» А.Шницлера, режиссер Татьяна Казакова (1992); «Без вины виноватые» А.Островского, режиссер Олег Леваков (2014);
В Самарском театре драмы имени М. Горького: «Панночка» Н.Садур, режиссер Лев Стукалов (1992), «Дело корнета О-ва» Е.Греминой, режиссер Лев Стукалов (1993), «Доходное место» А.Островского, режиссер Вениамин Фильштинский (2002), «Ребята, я к вам!» А. Кутерницкого, режиссер Вячеслав Гвоздков (2005), «Месье Амилькар, или Человек, который платит» И. Жамиака, режиссер Вячеслав Гвоздков (2005), «Ромео и Джульетта» У.Шекспира, режиссер Вениамин Фильштинский (2007), «Лес» А.Островского, режиссер Александр Кузин (2008), «Барышня-крестьянка» Е.Фридмана по повести А.Пушкина, режиссер Сергей Грицай (2019);
В Омском академическом театре драмы: «Игрок» по Ф.Достоевскому, режиссер Лев Стукалов (1993), «Сирано де Бержерак» Э.Ростана, режиссер Александр Кузин (2014);
В Городском репертуарном театре Милуоки), Милуоки, США: «Игрок» по Ф.Достоевскому, режиссер Лев Стукалов (1994);
В Театре юных зрителей имени А. А. Брянцева, Санкт-Петербург: «Дневник провинциала в Петербурге» М.Салтыкова-Щедрина, режиссер Григорий Козлов (1996), «Поллианна» Э.Портера, режиссер Игорь Селин (2000);
В Театре на Васильевском, Санкт-Петербург: «Таня-Таня» О.Мухиной, режиссер Владимир Туманов (1996); «Дети солнца» М.Горького, режиссер Владимир Туманов (2011); «Мещане», М.Горького, режиссер Владимир Туманов (2018);
В Театре «Комедианты», Санкт-Петербург, «Сирано де Бержерак», по героической комедии Эдмона Ростана, режиссер Михаил Левшин (1996); «Марина! Какое счастье!» по «Повести о Сонечке» Марины Цветаевой, режиссер Нина Мещанинова (2021)
В Норвежском национальном театре, Осло: «Ревизор» Н.Гоголя, режиссер Ханс Хенриксен (1997);
В Новом театре Осло, Норвегия: «Мирандолина» К.Гольдони, режиссер Ханс Хенриксен (1997), «Собачье сердце» по М.Булгакову, режиссер Ханс Хенриксен (1998);
В Новосибирском театре «Глобус»: «Две маленькие трагедии» по А. Пушкину, режиссер Вениамин Фильштинский (1997), «Жадов и другие» («Доходное место») А. Островского, режиссер Вениамин Фильштинский (1997), «Дядя Ваня» А.Чехова, режиссер Вениамин Фельштинский (1998), «Кроткая» по Ф.Достевскому, режиссер Александр Галибин (2001), «Женитьба Фигаро» П.Бомарше, режиссер Александр Галибин (2002), «Бульвар преступлений» Э.-Э.Шмитта или «Фредерик», режиссер Александр Галибин (2002);
В Александринском театре, Санкт-Петербург: «P. S. капельмейстера Иоганна Крейслера, его автора и их возлюбленной Юлии» Э. Т. Гофмана, режиссер Григорий Козлов (1999), «Маскарад» М. Лермонтова, режиссер Игорь Селин (2001), «Маленькие трагедии» А.Пушкина, режиссёр Григорий Козлов (2003);
В Театре на Литейном, Санкт-Петербург: «Лес» А.Островского, режиссёр Григорий Козлов (1999), «С любимыми не расставайтесь» А.Володина, режиссер Александр Галибин (2002), «Пышка» Г.де Мопассана, режиссер Владислав Пази (2006), «Последняя любовь» И. Башевис Зингера, режиссёр Владимир Л. Воробьев (2007); «Мудрецы»(«На всякого мудреца довольно простоты») по комедии А.Островского, режиссёр Сергей Морозов (2022); «Красавец мужчина» А.Островского, режиссер Сергей Грицай (2022);
В Театре «Приют комедиантов», Санкт-Петербург, «Мать или Беспокойство мёртвых» по пьесе Карела Чапека, режиссер Вениамин Фильштинский (2000), «Гамлет» по Уильяму Шекспиру, режиссёр Вениамин Фильштинский (2002);
В «Нашем театре» под руководством Льва Стукалова, Санкт-Петербург: «Дело корнета О-ва» Е.Греминой, режиссер Лев Стукалов (2001), «Панночка» Н.Садур, режиссер Лев Стукалов (2001), «Женщина в песках» К.Абэ, режиссер Лев Стукалов (2003), «Я — Медея!» Ж.Ануя, режиссер Лев Стукалов (2006), «Скамейка» А.Гельмана, режиссер Лев Стукалов (2007), «Пигмалион» Б.Шоу, режиссер Лев Стукалов (2008);
В Театре «Зазеркалье», Санкт-Петербург: «Богема» Дж. Пуччини, режиссер Александр Петров (2001);
В Рижском русском театре имени Михаила Чехова, Латвия: «Вишневый сад» А.Чехова, режиссер Феликс Дейч (2001), «Мария Стюарт» Ю.Словацкого, режиссер Роман Виктюк (2002);
В Государственном Академическом Большом театре России, Москва: «Руслан и Людмила» М.Глинки, режиссер Виктор Крамер (2003);
В Театре имени Владимира Маяковского, Москва: «Карамазовы» по Ф.Достоевскому, режиссер Сергей Арцибашев (2003), «Мертвые души» по Н.Гоголю, режиссер Сергей Арцибашев (2005);
В Театре имени В. Ф. Комиссаржевской, Санкт-Петербург: «Дон Жуан» Ж.-Б.Мольера, режиссер Александр Морфов (2004), «Невольницы» А. Островского, режиссер Георгий Корольчук (2011); «Прошлым летом в Чулимске» А. Вампилова, режиссер Сергей Афанасьев (2014);
В Театре имени А. С. Пушкина, Москва: «Ночи Кабирии» Ф.Феллини, режиссер Алла Сигалова (2004), «Косметика врага» А. Нотомб, режиссер Роман Козак (2005), «Мадам Бовари» Г.Флобера, режиссер Алла Сигалова (2006);
В Театре Сатирикон, Москва: «Косметика врага» А. Нотомб, режиссер Роман Козак (2005);
В Латвийской национальной опере, Рига: «Пиковая дама» П.Чайковского, режиссер Андрейс Жагарс (2005, 2020);
В Халогаланд театре, Тромсё, Норвегия: «Преступление и наказание» по Ф.Достоевскому, режиссер Юрий Бутусов (2005);
В Национальном театре Ивана Вазова, София, Болгария: «Дон Жуан», Ж.-Б. Мольера, режиссер Александр Морфов (2006)
В Санкт-Петербургском театре музыкальной комедии: «Мадам Помпадур» Л.Фалля, Режиссер Миклош Синетар (2008);
В Ярославском театре драмы имени Ф. Волкова: «Горе от ума» А.Грибоедова, режиссер Игорь Селин (2009); «Таланты и поклонники» А.Островского, режиссер А.Кузин (2013);
В Оперном театре Аалто, (Aalto-Theatre) Эссен, Германия: «Князь Игорь» А. Бородина, режиссер Андрейс Жагарс (2009);
В Театре имени Е. Б. Вахтангова, Москва: «Мера за меру» У.Шекспира, режиссер Юрий Бутусов (2010);
В Театре «Гешер», Тель-Авив-Яффо, Израиль: «Дон Жуан» Ж. Б. Мольера, режиссер Александр Морфов (2011);
В Нижегородском театре драмы имени М. Горького: «Вишневый сад» А.Чехова, режиссер Валерий Саркисов (2012);
В Новосибирском театре оперы и балета: «Фауст» Ш. Гуно, режиссер Игорь Селин (2012);
В Театре имени М. Н. Ермоловой, Москва: «Гамлет» У.Шекспира, режиссер Валерий Саркисов (2013);
В Таком театре, Санкт-Петербург, «Чайка», актёрские ассоциации по пьесе А.Чехова, режиссёр Вениамин Фильштинский (2015);
В Мариинском театре, Санкт-Петербург: «Пиковая дама» П.Чайковского, режиссер Александр Галибин (1998), «Очарованный странник», режиссер Алексей Степанюк (2008) и «Левша» Р. Щедрин, режиссер Алексей Степанюк (2013), «Евгений Онегин» П. Чайковского, режиссер Алексей Степанюк (2014), «Рождественская сказка» Р. Щедрина, режиссер Алексей Степанюк (2015) и «Не только любовь» Р. Щедрина, режиссер Александр Кузин (2017), «Пиковая дама» П.Чайковского, режиссер Алексей Степанюк (2015), «Царская невеста» Н. Римского-Корсакова, режиссер Александр Кузин (2018) и «Снегурочка» Н. Римского-Корсакова, режиссер Анна Матисон (2020);
В Театре Ольборга, Ольборг, Дания: «Рони, дочь разбойника» А.Линдгрен, режиссер Кристина Кьельдберг (2019), «Женитьба Фигаро» П. О. Бомарше, режиссер Ханс Хенриксен (2019);

## Работы на телевидении и в кино
Ряд театральных постановок со сценографией Александра Орлова легли в основу телевизионных фильмов-спектаклей, премьера которых состоялась на центральных российских телевизионных каналах в 1990—2022 годах:
1. «Му-Му»[68], сценическая композиция по произведениям И. С. Тургенева в постановке Ленинградского государственного Малого драматического театра (МДТ, теперь Театр Европы), режиссёр Вениамин Фильштинский, сценография Александра Орлова, костюмы Ирины Чередниковой, Центральное телевидение, 1990
2. «Дневник провинциала в Петербурге»[69], моноспектакль актёра Алексея Девотченко по роману-хронике М. Е. Салтыкова-Щедрина, постановка Григория Козлова на сцене петербургского ТЮЗ им. А. А. Брянцева, сценография и костюмы Александра Орлова. Видеоверсия студии «Sapienti Sat», 2000
3. «Перед заходом солнца»[70], сценическая версия драмы Герхарта Гауптмана, постановка Санкт-Петербургского Большого драматического театра им. Г.Товстоногова, режиссёр Григорий Козлов, сценография Александра Орлова, костюмы Ирины Чередниковой. ГТРК «Культура», 2005
4. «Карамазовы. Симфония страстей»[71], пьеса Владимира Малягина по роману Федора Достоевского в постановке Московского Академического театра им. Владимира Маяковского, режиссёр Сергей Арцибашев, сценография Александра Орлова, костюмы Ирины Чередниковой. Телекомпания «Виктория ТВ», 2009
5. «Мёртвые души», пьеса Владимира Малягина по поэме Николая Гоголя в постановке Московского Академического театра им. Владимира Маяковского, режиссёр Сергей Арцибашев, сценография Александра Орлова, костюмы Ирины Чередниковой. Телеканал «Культура», 2009[72]. Также есть видеоверсия этого спектакля производства телекомпании «Каро продакшн» к юбилею С.Немоляевой, 2012[73]
6. «Дон Жуан»[74] сценическая версия пьесы Ж.-Б.Мольера в постановке Театра им. В.Комиссаржевской (2004), режиссёр А.Морфов, сценография Александра Орлова, костюмы Ирины Чередниковой, телевизионная версия Продюсерский Центр «Человек», 2022

В 1991 году на киностудии «Нева» режиссёр Евгений Шифферс снял медитативный фильм-исследование «Путь царей» на тему мученической гибели царской семьи Романовых в Екатеринбурге в 1918-м году. Художники Александр Орлов и Ирина Чередникова приняли участие в создании этого фильма, выполнив скульптуры и проект «Театра мертвого дома».